# Têxtil de Guebeleim
O têxtil de Guebeleim é uma peça fragmentada em linho do Antigo Egito de Nacada II (3500–3200 a.C.) achada num túmulo de Guebeleim, no Alto Egito na qual há cenas de procissões de barcos, lutas, caça a hipopótamos e pesca. Os historiadores acham que devia pertencer a algum faraó (rei) local. Encontrado em 1930 na escavação de Giulio Farina, seus fragmentos, divididos em painéis, estão abrigados no Museu Egípcio de Turim. Sua restauração foi financiada por Gli Scarabei.